# 伊恩·斯科特
伊恩·斯科特（英語：Ian Scott，1915年1月9日—1980年5月15日），英国前男子自行车运动员。他曾代表英国参加1948年夏季奥林匹克运动会自行车比赛，获得男子团体公路赛银牌。